# Plectrocerum cribratum
Plectrocerum cribratum là một loài bọ cánh cứng trong họ Cerambycidae.